# Pordenone (província)
A província de Pordenone é uma província italiana da região de Friuli-Venezia Giulia com cerca de 269 329 habitantes, densidade de 124 hab/km². Está dividida em 51 comunas, sendo a capital Pordenone.
Faz fronteira a norte e a este com a província de Udine, a sul e a oeste o Vêneto (província de Belluno, província de Treviso, província de Veneza). Foi constituída em 1968 por desagregação da província de Udine.
A província foi instituída em 1968 pela reunião de 51 comunas da província de Údine.